# آآدونتای کینلوچی
آآدونتای کینلوچی (نام علمی: Aaadonta kinlochi) نام یک گونه از سرده آآدونتا است.